# 罩面荷包魚
罩面荷包魚，俗名黑面神仙，為輻鰭魚綱鱸形目鱸亞目蓋刺魚科的其中一個種。

## 分布
本魚分布於澳洲的昆士蘭海域。

## 深度
水深1至20公尺。

## 特徵
本魚體卵圓形而側扁，吻鈍口小，體深褐色，尾鰭黃色，由背鰭前方至腹鰭前方有一淡色月形帶，頭部為紫色具有黃色斑點。體長可達35公分。

## 生態
本魚棲息於柔軟或碎石底部與開放的平坦底部區域，屬肉食性，以海綿、珊瑚、海鞘等為食。

## 經濟利用
屬於高價值的觀賞魚。